# Qanaouat

Carte de la Décapole permettant de situer Canatha

La cité antique de Canatha ou Kanatha se trouvait sur l’emplacement de la petite ville actuelle de Qanawat au sud de la Syrie, à 1 240 m d’altitude dans le massif basaltique de Jabal al-`Arab, et à 7 km au nord-est de la capitale provinciale d’As-Suwaydâ’. Canatha était une des cités de la Décapole

## Histoire
La période de fondation du site n’est pas encore établie. Il n’est pas sûr qu’on puisse identifier Canatha à la ville de Canath citée dans la Bible.
Canatha n’a pas joué un grand rôle pendant la période des Séleucides ou des Nabatéens. En 64 av. J.-C., à l’arrivée des Romains, la ville a été incorporée à la province de Syrie, restaurée par le général Gabinius, elle prendra en 190 le nom de Gabinia Canatha. C’est sans doute à cette occasion qu’elle est devenue une cité (au sens grec) associée à la Décapole.
Vers 30 av. J.-C., Hérode aurait été chargé par Marc Antoine d'obliger le roi nabatéen Malichos Ier à payer tribut à Cléopâtre. Après quelques victoires, il subit une défaite à Canatha, ce qui le contraint à se replier à l'ouest du Jourdain. La ville est citée par Flavius Josèphe à propos de cette défaite d’Hérode contre les Arabes.
Le territoire de la cité semble s'étendre assez loin vers l'Ouest, dans la plaine de la Nuqrah, sans doute jusqu'au village d'al-Karak, où des inscriptions mentionnent des magistrats de Canatha. Dépend également de Canatha l'important sanctuaire de Baalshamin à Si'a (Seeia), situé à quelques kilomètres au sud-est, sur un éperon rocheux. Longtemps, enfin, le village de Soada (mod. Soueida), situé sur la route directe de Damas à Bostra (qui ne passe pas par Canatha) a été dépendant de la cité ; mais, au plus tard en 149 ap. J.-C., Soada est érigé en une nouvelle cité nommée Dionysias, et détaché de Canatha.
En 106, la Nabatène est annexée à l’empire pour former la province d'Arabie. Canatha reste incorporée à la province de Syrie, comme précédemment, et à ce moment-là elle fait l'objet d'importants travaux d'adduction d'eau, grâce à des captages réalisés dans la montagne proche par les soins du gouverneur de Syrie Cornelius Palma. Mais lors de la réorganisation des provinces de Syrie et d’Arabie en 195/196, elle est rattachée à la province d'Arabie, dont la capitale administrative est Bosra. La ville a été un évêché avant le Ve siècle : l’évêque de Canatha était présent au concile de Chalcédoine en 451.
Le site semble avoir été abandonné au VIIe siècle. Le vaste système d’approvisionnement en eau a été rendu inutilisable.
À partir du XVIe siècle la région fut réoccupée par des familles druzes et chrétiennes, d'où descend l'essentiel de la population de Qanawat aujourd'hui.

## Le site
Le site s’étend sur une surface de 1 500 m sur 800 m.
Depuis 1997, une coopération entre la Syrie et l’Allemagne a permis des fouilles centrées sur les périodes romaine et byzantine. Les premiers édifices de pierre du site semblent remonter au Ier siècle av. J.-C..
- Un petit théâtre avec neuf rangées de sièges taillées dans le rocher et une scène de six mètres de diamètre.
- Un aqueduc avec un bassin.
- Un temple que l'on a longtemps cru dédié au soleil (Hélios), mais dont les inscriptions montrent qu'il avait été dressé en l'honneur de Théandrios, dieu de Rabbos[10] ; il se dresse sur un haut podium au centre d'une enceinte, et a conservé six colonnes.
- Le monument appelé Es-Seray (le Sérail) date du IVe siècle et était un temple qui fut transformé en église chrétienne. Son entrée est précédée par une cour entourée de dix-huit colonnes.
- Au sud de la ville, sur une éminence qui la domine, un temple de Zeus Megistos (nom qui en grec signifie Dieu Très grand, ou en arabe Allah al-Akbar), dieu civique par excellence, associé à un second sanctuaire non identifié.
- Au-delà des remparts (dont il subsiste plusieurs sections) ont été étudiés de nombreux tombeaux antiques bien conservés.